# جونسون سيتي (تكساس)
جونسون سيتي (بالإنجليزية: Johnson City)‏ هي مدينة أمريكية تقع في ولاية تكساس. تبلغ مساحة هذه المدينة 3.5 (كم²)، ويبلغ عدد سكانها 1656 نسمة حسب إحصاء سنة 2010 م. تشير إحصاءات سنة 2000م بأن الكثافة السكانية في هذه المدينة تقدر بـ(344.3 473.1) نسمة/كم2.

## التركيبة السكانية
حدّد مكتب تعداد الولايات المتحدة بيانات التركيبة السكانية لجونسون سيتي في تعداد الولايات المتحدة. في ما يلي، التركيبة السكانية حسب تعدادي 2000 و2010.

### تعداد عام 2000
بلغ عدد سكان جونسون سيتي 1,191 نسمة بحسب تعداد عام 2000، وبلغ عدد الأسر 442 أسرة وعدد العائلات 318 عائلة مقيمة في المدينة. في حين سجلت الكثافة السكانية 253.9 نسمة لكل كيلومتر مربع (657.6/ميل2). وبلغ عدد الوحدات السكنية 490 وحدة بمتوسط كثافة قدره 104.5 لكل كيلومتر مربع (270.7/ميل2).
وتوزع التركيب العرقي للمدينة بنسبة 89.67% من البيض و0.84% من الأمريكيين الأصليين و0.17% من الأمريكيين ذوي الأصول الآسيوية و8.23% من الأعراق الأخرى و1.09% من عرقين مختلطين أو أكثر و20.57% من الهسبانيون أو اللاتينيون من أي عرق.
بلغ عدد الأسر 442 أسرة كانت نسبة 39.8% منها لديها أطفال تحت سن الثامنة عشر تعيش معهم، وبلغت نسبة الأزواج القاطنين مع بعضهم البعض 56.6% من أصل المجموع الكلي للأسر، ونسبة 11.3% من الأسر كان لديها معيلات من الإناث دون وجود شريك، بينما كانت نسبة 4.1% من الأسر لديها معيلون من الذكور دون وجود شريكة وكانت نسبة 28.1% من غير العائلات. تألفت نسبة 24% من أصل جميع الأسر من عدة أفراد يعيشون في نفس المنزل ونسبة 12.7% كانت تتألف من شخص يعيش بمفرده يبلغ من العمر 65 عاماً أو أكثر. وبلغ متوسط حجم الأسرة المعيشية 2.57، أما متوسط حجم العائلات فبلغ 3.07.
بلغ العمر الوسطي للسكان 37.3 عاماً. وكانت نسبة 27.9% من القاطنين تحت سن الثامنة عشر، وكانت نسبة 6.4% بين الثامنة عشر والرابعة والعشرين عاماً، ونسبة 27% كانت واقعةً في الفئة العمرية ما بين الخامسة والعشرين والرابعة والأربعين عاماً، ونسبة 21% كانت ما بين الخامسة والأربعين والرابعة والستين، ونسبة 13.2% كانت ضمن فئة الخامسة والستين عاماً فما فوق. يوجد لكل 100 أنثى 91.7 ذكر، ويوجد لكل 100 أنثى في الثامنة عشر من عمرها فما فوق 89.4 ذكر.
بلغ متوسط دخل الأسرة في المدينة 34,148 دولارًا، أما متوسط دخل العائلة فبلغ 39,375 دولارًا. وكان متوسط دخل الذكور 30,529 دولارًا مقابل 21,607 دولارًا للإناث. وسجل دخل الفرد الخاص بالمدينة 14,977 دولارًا. وكانت نسبة 9.2% من العائلات ونسبة 12.5% من السكان تحت خط الفقر، وكان من هؤلاء نسبة 17.6% تحت سن الثامنة عشر ونسبة 11.8% في الخامسة والستين من العمر وما فوق.

### تعداد عام 2010
بلغ عدد سكان جونسون سيتي 1,656 نسمة بحسب تعداد عام 2010، وبلغ عدد الأسر 645 أسرة وعدد العائلات 432 عائلة مقيمة في المدينة. في حين سجلت الكثافة السكانية 353.1 نسمة لكل كيلومتر مربع (914.5/ميل2). وبلغ عدد الوحدات السكنية 734 وحدة بمتوسط كثافة قدره 156.5 لكل كيلومتر مربع (405.3/ميل2).
وتوزع التركيب العرقي للمدينة بنسبة 86.41% من البيض و0.79% من الأمريكيين الأفارقة و1.03% من الأمريكيين الأصليين و0.18% من الأمريكيين ذوي الأصول الآسيوية و0.06% من سكان جزر المحيط الهادئ و9.90% من الأعراق الأخرى و1.63% من عرقين مختلطين أو أكثر و24.09% من الهسبانيون أو اللاتينيون من أي عرق.
بلغ عدد الأسر 645 أسرة كانت نسبة 35.8% منها لديها أطفال تحت سن الثامنة عشر تعيش معهم، وبلغت نسبة الأزواج القاطنين مع بعضهم البعض 49.5% من أصل المجموع الكلي للأسر، ونسبة 11.5% من الأسر كان لديها معيلات من الإناث دون وجود شريك، بينما كانت نسبة 6% من الأسر لديها معيلون من الذكور دون وجود شريكة وكانت نسبة 33% من غير العائلات. تألفت نسبة 30.2% من أصل جميع الأسر من عدة أفراد يعيشون في نفس المنزل ونسبة 13% كانت تتألف من شخص يعيش بمفرده يبلغ من العمر 65 عاماً أو أكثر. وبلغ متوسط حجم الأسرة المعيشية 2.49، أما متوسط حجم العائلات فبلغ 3.08.
بلغ العمر الوسطي للسكان 39.6 عاماً. وكانت نسبة 26.9% من القاطنين تحت سن الثامنة عشر، وكانت نسبة 7.1% بين الثامنة عشر والرابعة والعشرين عاماً، ونسبة 23.4% كانت واقعةً في الفئة العمرية ما بين الخامسة والعشرين والرابعة والأربعين عاماً، ونسبة 25.7% كانت ما بين الخامسة والأربعين والرابعة والستين، ونسبة 16.9% كانت ضمن فئة الخامسة والستين عاماً فما فوق. وتوزع التركيب الجنسي للسكان بنسبة 49.5% ذكور و50.5% إناث.

## المناخ
يظهر الجدول التالي التغييرات المناخية على مدار السنة لجونسون سيتي:
| البيانات المناخية لـجونسون سيتي   | البيانات المناخية لـجونسون سيتي | البيانات المناخية لـجونسون سيتي | البيانات المناخية لـجونسون سيتي | البيانات المناخية لـجونسون سيتي | البيانات المناخية لـجونسون سيتي | البيانات المناخية لـجونسون سيتي | البيانات المناخية لـجونسون سيتي | البيانات المناخية لـجونسون سيتي | البيانات المناخية لـجونسون سيتي | البيانات المناخية لـجونسون سيتي | البيانات المناخية لـجونسون سيتي | البيانات المناخية لـجونسون سيتي | البيانات المناخية لـجونسون سيتي |
| الشهر                             | يناير                           | فبراير                          | مارس                            | أبريل                           | مايو                            | يونيو                           | يوليو                           | أغسطس                           | سبتمبر                          | أكتوبر                          | نوفمبر                          | ديسمبر                          | المعدل السنوي                   |
| --------------------------------- | ------------------------------- | ------------------------------- | ------------------------------- | ------------------------------- | ------------------------------- | ------------------------------- | ------------------------------- | ------------------------------- | ------------------------------- | ------------------------------- | ------------------------------- | ------------------------------- | ------------------------------- |
| الدرجة القصوى °ف (°م)             | 91 (33)                         | 98 (37)                         | 100 (38)                        | 103 (39)                        | 103 (39)                        | 106 (41)                        | 110 (43)                        | 110 (43)                        | 110 (43)                        | 104 (40)                        | 95 (35)                         | 91 (33)                         | 110 (43)                        |
| متوسط درجة الحرارة الكبرى °ف (°م) | 59 (15)                         | 64 (18)                         | 71 (22)                         | 78 (26)                         | 84 (29)                         | 90 (32)                         | 94 (34)                         | 94 (34)                         | 88 (31)                         | 80 (27)                         | 69 (21)                         | 61 (16)                         | 78 (25)                         |
| المتوسط اليومي °ف (°م)            | 47 (8)                          | 51 (11)                         | 58 (14)                         | 65 (18)                         | 72 (22)                         | 79 (26)                         | 82 (28)                         | 82 (28)                         | 76 (24)                         | 67 (19)                         | 56 (13)                         | 49 (9)                          | 65 (18)                         |
| متوسط درجة الحرارة الصغرى °ف (°م) | 34 (1)                          | 38 (3)                          | 45 (7)                          | 52 (11)                         | 61 (16)                         | 68 (20)                         | 70 (21)                         | 69 (21)                         | 64 (18)                         | 54 (12)                         | 44 (7)                          | 36 (2)                          | 53 (12)                         |
| أدنى درجة حرارة °ف (°م)           | −6 (−21)                        | −5 (−21)                        | 14 (−10)                        | 18 (−8)                         | 34 (1)                          | 46 (8)                          | 54 (12)                         | 48 (9)                          | 38 (3)                          | 21 (−6)                         | 13 (−11)                        | 0 (−18)                         | −6 (−21)                        |
| الهطول إنش (مم)                   | 1.79 (45)                       | 2.08 (53)                       | 2.63 (67)                       | 2.69 (68)                       | 4.51 (115)                      | 4.18 (106)                      | 2.02 (51)                       | 2.38 (60)                       | 3.26 (83)                       | 4.18 (106)                      | 2.66 (68)                       | 2.37 (60)                       | 34.75 (882)                     |
| المصدر: The Weather Channel       |                                 |                                 |                                 |                                 |                                 |                                 |                                 |                                 |                                 |                                 |                                 |                                 |                                 |

## أعلام
- سام هوستون جونسون